# Mirror (堂本光一のアルバム)
『mirror』（ミラー）は、堂本光一の1枚目のアルバム。2006年9月13日にジャニーズ・エンタテイメントから発売された。

## 概要
両A面となったシングル『Deep in your heart／+MILLION but -LOVE』の2曲を収録した、ソロアルバムである。
KinKi Kids名義で製作したソロ曲はほとんどが作詞・作曲を手掛けたものであったが、デビューシングルも含め本作では一貫して作曲のみを担当している。
オーケストラやホルンをバックにした曲が目立ち、一方でピアノを中心に構成した穏やかな楽曲や、エレクトリックギターを基調にしたナンバーも製作されている。トラックダウンには全面的に関わり、また全曲でコーラスとして参加している。
初回盤は歌詞カードのフォト以外に、全72ページにも及ぶアートフォトブックを封入。このフォトブックの写真は、収録曲それぞれをイメージした内容になっている。通常盤はジャケット違い、さらにKinKi Kidsの5枚目のアルバム『E album』に収録されたソロ曲「-so young blues-」を2006年バージョンとして新たにアレンジしたものをボーナストラックとして収録している。初回盤のCDジャケットに本人は写っていない。
シングルに引き続きオリコンチャートでは初登場1位を獲得。アルバムとしては自身の舞台サントラである『KOICHI DOMOTO Endless SHOCK Original Sound Track』から2作連続のオリコンチャート1位となった。

## 収録曲
1. 愛の十字架～Promise 2U～
作詞:Satomi　作曲:堂本光一　編曲:石塚知生　コーラスアレンジ:佐々木久美
2. Deep in your heart
作詞:白井裕紀、新美香　作曲:堂本光一　編曲:ha-j
ソロデビューシングル。
3. One more XXX...
作詞:白井裕紀、新美香　作曲:堂本光一　編曲:石塚知生
4. SNAKE
作詞:久保田洋司　作曲:堂本光一　編曲:石塚知生
光一本人の依頼でこの曲の振り付けは事務所の後輩の屋良朝幸が行い[3]、コンサートで披露された。
5. 下弦の月
作詞:白井裕紀、新美香　作曲:堂本光一　編曲:ha-j　ストリングスアレンジ:佐藤泰将）
シングル曲ではないものの、PVが製作された。本作のCMにも使用されている。
6. Take me to...
作詞:白井裕紀、新美香　作曲:堂本光一　編曲:船山基紀　コーラスアレンジ:佐々木久美)
7. Spica
作詞:久保田洋司　作曲:堂本光一　編曲:CHOKKAKU　コーラスアレンジ:岩田雅之)
8. Shadows On The Floor
  - 作詞:久保田洋司　作曲:堂本光一　編曲:石塚知生)
9. ヴェルヴェット・レイン
  - 作詞:浅田信一　作曲:堂本光一　編曲:ha-j)
10. Addicted
作詞:白井裕紀、新美香　作曲:堂本光一　編曲:岩田雅之)
11. 追憶の雨
作詞:Satomi　作曲:堂本光一　編曲:佐藤泰将)
12. +MILLION but -LOVE
作詞:白井裕紀、新美香　作曲:堂本光一　編曲:鈴木雅也　ブラスアレンジ:山本拓夫)
13. -so young blues- 2006
作詞:松岡充　作曲:堂本光一　編曲:吉田建)
通常盤にのみ収録。『堂本ブラザーズバンド』ファーストコンサートで行ったものとアレンジが似ている。（本人談）